# Аранда, Эдуардо
Эдуа́рдо Ара́нда (исп. Eduardo Lorenzo Aranda; род. 28 января 1985, Асунсьон) — парагвайский футболист, полузащитник сборной Парагвая.

## Биография
Эдуарда Аранда является воспитанником молодёжной школы асунсьонской «Олимпии», но начал профессиональную карьеру в Уругвае, когда в 2006 году подписал контракт с «Рамплой Хуниорс». В составе красно-зелёных Аранда провёл полтора сезона, после чего перешёл в «Ливерпуль» из Монтевидео, где стал одним из лидеров в следующие 2 сезона. Его уверенная игра в полузащите была замечена тренерским штабом одного из грандов уругвайского футбола, «Насьоналя», и перед началом сезона 2009/10 парагваец перешёл в стан «Трёхцветных».
В «Насьонале» за год Аранда провёл лишь 10 матчей Примеры из 30, и отметился 1 забитым голом в ворота «Сентраль Эспаньола» (5:1) 28 октября 2009 года. Из-за недостачи игровой практики Эдуардо принял решение сменить команду и присоединился к «Дефенсор Спортингу», который также является одним из сильнейших клубов Уругвая 2000—2010-х годов, но в котором легче пробиться в основной состав. На сей раз парагваец провёл все 30 матчей за «Фиолетовых», помог им выиграть Апертуру, но в финальном матче за чемпионство «Дефенсор» уступил бывшей команде Аранды 0:1, оставшись на 2 месте в чемпионате.
30 июля 2011 года Аранда, наконец, дебютировал в основном составе команды, чьим воспитанником он является, асунсьонской «Олимпии». В гостевом классико против «Гуарани» Олимпия в упорной борьбе сумела одержать верх со счётом 4:3. Аранда провёл в этом матче первый тайм и был заменён. В конце года Аранда праздновал со своим клубом победу в Клаусуре — это был первый национальный чемпионский титул для «Олимпии» с 2000 года. В 2013 году Эдуардо помог «Олимпии» дойти до финала Кубка Либертадорес, где парагвайцы лишь в серии пенальти уступили «Атлетико Минейро».
10 июня 2012 гада Аранда дебютировал в сборной Парагвая в матче отборочного турнира к чемпионату мира 2014 года против сборной Боливии. Игра в Ла-Пасе завершилась победой хозяев со счётом 3:1, а сам Аранда ушёл с поля на 74-й минуте, когда «Альбирроха» уступала в счёте 0:2.

## Титулы
- Чемпион Парагвая (2): Ап. 2011, Кл. 2015
- Вице-чемпион Уругвая (2): 2009/10, 2010/11
- Финалист Кубка Либертадорес: 2013